# Zellik-Galmaarden
Zellik-Galmaarden is een Belgische eendaagse wegwielerwedstrijd die sinds 2010 behoort tot de UCI Europe Tour van categorie 1.2. Winnaars van de koers zijn onder andere Tom Boonen, Jurgen Van den Broeck, Johan Vansummeren en Greg Van Avermaet.
De eerste editie werd gereden in 1983 en werd gewonnen door de Belg Frank Verleyen. In 2012 ging de overwinning naar Kevin Thome. De start van de wedstrijd vond tot 2012 plaats in Zellik en de aankomstlijn ligt in Galmaarden. De editie van 2013 gaat niet door. Vanaf 2014 zal de startplaats gewijzigd worden.